# Badminton-Juniorenweltmeisterschaft 2007
Die Badminton-Juniorenweltmeisterschaft 2007 fand in  Waitakere City, Neuseeland, statt. Der Teamwettbewerb fand vom 25. bis 28. Oktober 2007 statt, der Einzelwettbewerb 30. Oktober bis 4. November.

## Austragungsort
- Waitakere Trust Stadium

## Teamwettbewerb
25 Länder waren im Teamwettbewerb am Start.

### Medaillengewinner
| Disziplin  | Gold  | Silber   | Bronze   |
| ---------- | ----- | -------- | -------- |
| Mannschaft | China | Südkorea | Singapur |

## Einzelwettbewerb

### Medaillengewinner
| Disziplin    | Gold                           | Silber                        | Bronze                            |
| ------------ | ------------------------------ | ----------------------------- | --------------------------------- |
| Herreneinzel | Chen Long                      | Kenichi Tago                  | Gao Huan                          |
| Herreneinzel | Chen Long                      | Kenichi Tago                  | Lu Chi-yuan                       |
| Dameneinzel  | Wang Lin                       | Bae Yeon-ju                   | Gu Juan                           |
| Dameneinzel  | Wang Lin                       | Bae Yeon-ju                   | Liu Xin                           |
| Herrendoppel | Chung Eui-seok Shin Baek-cheol | Li Tian Chai Biao             | Ong Jian Guo Goh V Shem           |
| Herrendoppel | Chung Eui-seok Shin Baek-cheol | Li Tian Chai Biao             | Lim Khim Wah Mak Hee Chun         |
| Damendoppel  | Xie Jing Zhong Qianxin         | Yoo Hyun-young Jung Kyung-eun | Tien Ching-yung Chiang Kai-hsin   |
| Damendoppel  | Xie Jing Zhong Qianxin         | Yoo Hyun-young Jung Kyung-eun | Ng Hui Lin Goh Liu Ying           |
| Mixed        | Lim Khim Wah Ng Hui Lin        | Chris Adcock Gabrielle White  | Shin Baek-cheol Yoo Hyun-young    |
| Mixed        | Lim Khim Wah Ng Hui Lin        | Chris Adcock Gabrielle White  | Afiat Yuris Wirawan Debby Susanto |

### Resultate

#### Herreneinzel
|  | Viertelfinale | Viertelfinale        | Viertelfinale | Viertelfinale | Viertelfinale |               |    | Halbfinale   | Halbfinale | Halbfinale | Halbfinale | Halbfinale |  |  | Finale | Finale | Finale | Finale | Finale |
|  |               |                      |               |               |               |               |    |              |            |            |            |            |  |  |        |        |        |        |        |
|  | 1             | Arif Abdul Latif     | 14            | 18            |               |               |    |              |            |            |            |            |  |  |        |        |        |        |        |
|  | 6             | Kenichi Tago         | 21            | 21            |               |               |    |              |            |            |            |            |  |  |        |        |        |        |        |
|  | 6             | Kenichi Tago         | 21            | 21            | 6             | Kenichi Tago  | 21 | 21           |            |            |            |            |  |  |        |        |        |        |        |
|  |               |                      |               |               |               | Kenichi Tago  | 21 | 21           |            |            |            |            |  |  |        |        |        |        |        |
|  |               |                      | Lu Chi-yuan   | 14            | 16            |               |    |              |            |            |            |            |  |  |        |        |        |        |        |
|  |               | Adi Pratama          | Lu Chi-yuan   | 14            | 16            | 18            | 16 |              |            |            |            |            |  |  |        |        |        |        |        |
|  |               |                      |               |               |               | 18            | 16 |              |            |            |            |            |  |  |        |        |        |        |        |
|  |               | Lu Chi-yuan          | 21            | 21            |               |               |    |              |            |            |            |            |  |  |        |        |        |        |        |
|  |               |                      |               |               |               |               | 6  | Kenichi Tago | 16         | 14         |            |            |  |  |        |        |        |        |        |
|  |               | 2                    | Chen Long     | 21            | 21            |               |    |              |            |            |            |            |  |  |        |        |        |        |        |
|  |               | Gao Huan             | 21            | 21            |               |               |    |              |            |            |            |            |  |  |        |        |        |        |        |
|  | 14            | Arif Nandang Saputra | 15            | 13            |               |               |    |              |            |            |            |            |  |  |        |        |        |        |        |
|  | 14            | Arif Nandang Saputra | 15            | 13            |               | Gao Huan      | 15 | 0            |            |            |            |            |  |  |        |        |        |        |        |
|  |               |                      |               |               |               | Gao Huan      | 15 | 0            |            |            |            |            |  |  |        |        |        |        |        |
|  |               | 2                    | Chen Long     | 17            | 15            |               |    |              |            |            |            |            |  |  |        |        |        |        |        |
|  | 8             | 2                    | Chen Long     | 17            | 15            | Park Sung-min | 8  | 17           |            |            |            |            |  |  |        |        |        |        |        |
|  | 8             |                      |               |               |               |               | 8  | 17           |            |            |            |            |  |  |        |        |        |        |        |
|  | 2             | Chen Long            | 21            | 21            |               |               |    |              |            |            |            |            |  |  |        |        |        |        |        |

## Medaillenspiegel
| Platz | Land              | Gold | Silber | Bronze | Gesamt |
| ----- | ----------------- | ---- | ------ | ------ | ------ |
| 1     | China             | 4    | 1      | 2      | 7      |
| 2     | Südkorea          | 1    | 3      | 1      | 5      |
| 3     | Malaysia          | 1    | 0      | 3      | 4      |
| 4     | Japan             | 0    | 1      | 0      | 1      |
| 4     | England           | 0    | 1      | 0      | 1      |
| 6     | Singapur          | 0    | 0      | 2      | 2      |
| 6     | Chinesisch Taipeh | 0    | 0      | 2      | 2      |
| 8     | Indonesien        | 0    | 0      | 1      | 1      |

## Referenzen
- http://tournamentsoftware.com/sport/tournament.aspx?id=30C565E2-779F-4BFC-9BDD-155653FC036D